# HMS Clyde (1934)
HMS Clyde (N12) – okręt podwodny Royal Navy, wybudowany w latach 30. XX wieku, należący do typu Thames, zwanego również typem River.

## Historia

### 1939 - 1940
Po wcieleniu do służby okręt początkowo stacjonował w Portsmouth a w latach 1935–1939 operował na Morzu Śródziemnym. Po wybuchu II wojny światowej "Clyde" wraz z siostrzanym okrętem HMS "Severn" (N57) popłynął do Freetown w Afryce Zachodniej, skąd obydwa osłaniały linie żeglugowe na południowym Atlantyku. Na początku 1940 roku okręty powróciły do Wielkiej Brytanii. Po wybuchu walk w Norwegii "Clyde", który stacjonował wówczas w Blyth w składzie 6. Flotylli Okrętów Podwodnych, rozpoczął patrole na Morzu Północnym. 13 maja 1940 roku w rejonie Bergen okręt napotkał na powierzchni duży frachtowiec, który początkowo próbował uciekać. "Clyde" zaczął ostrzeliwać go z działa, lecz niecelnie, po czym statek odpowiedział silnym ogniem na atak brytyjskiej jednostki. Ponieważ jednocześnie pogorszyła się widoczność, "Clyde" przerwał pojedynek. Przeciwnikiem był niemiecki krążownik pomocniczy HSK "Widder", zamaskowany na statek "Narvik", który później posłał na dno wiele alianckich statków na Atlantyku i Oceanie Indyjskim. 20 czerwca "Clyde" zaatakował pancernik "Gneisenau", uszkadzając jedną torpedą dziób okrętu, który musiał powrócić do Trondheim w celu dokonania pilnej naprawy. Akcja ta zakończyła dopiero co rozpoczęty rajd pancernika na Północny Atlantyk a dowódcy okrętu podwodnego D.C. Ingramowi dała awans na stopień komandora porucznika. 22 lipca w drodze do swojego rejonu patrolowania "Clyde" wykonał atak torpedowy na niezidentyfikowany okręt podwodny na zachód od Egersundu. Okrętem okazał się własny HMS „Truant”, lecz szczęśliwie sześć wystrzelonych torped chybiło. 

### 1941 - 1942
W maju 1941 roku "Clyde" i "Severn" zostały przeniesione na Gibraltar, gdzie weszły w skład stacjonującej tam 8 Flotylli Okrętów Podwodnych. 1 czerwca okręt odniósł swój pierwszy sukces zatapiając niedaleko przylądka Carbonara na Sardynii włoski statek "San Marco" (3076 GRT), tydzień później ogniem armaty posłał na dno w Zatoce Policastro, niedaleko miejscowości Maratea, włoski kabotażowiec "Sturla" (1195 GRT). 14 czerwca zatopił inną włoską jednostkę "Giovanni Bottigliere" (331 GRT). Podczas działań na Morzu Śródziemnym okazało się, że jednostki typu Thames nie nadają się do operowania na tym akwenie, często występujące wycieki paliwa zdradzały pozycję okrętu, zwiększając ryzyko ich zatopienia. "Clyde" i "Severn" zostały wycofane na Atlantyk.
We wrześniu 1941 roku brytyjscy kryptolodzy odczytali niemiecką depeszę, w której znaleźli informację o miejscu spotkania trzech U-Bootów: U-67, U-68 i U-111, którym miała być Zatoka Tarafal na Santo Antão w archipelagu Wysp Zielonego Przylądka. 27 września w zatoce spotkały się U-68 i U-111, ten ostatni powracając z patrolu oddawał niewykorzystane torpedy na U-68. Oba okręty udały się na otwarte morze, aby tam poczekać na U-67. Podczas wychodzeniu z zatoki pojawił się "Clyde". Brytyjski okręt spostrzegł najpierw U-68; okręt wykonał zwrot w jego kierunku w celu wykonania ataku torpedowego. W tym samym momencie wachtowi z "Clyde" spostrzegli U-111, który znajdował się bliżej brytyjskiej jednostki, kapitan "Clyde" zdecydował się na taranowanie U-Boota. U-111 zdołał się jednak zanurzyć i "Clyde" przeszedł tuż nad jego kadłubem. Tymczasem na U-68 niczego nie zauważono, więc Brytyjczycy postanowili ponowić atak na tę jednostkę. Wystrzelono torpedy, które zostały jednak w porę dostrzeżone i wymanewrowane przez U-68, który zaraz potem się zanurzył. Podobnie postąpił "Clyde". W międzyczasie do zatoki przybył U-67, z którego pokładu usłyszano wybuchy eksplodujących na brzegu torped. U-67 zanurzył się, po zlustrowaniu powierzchni przez peryskop i niedostrzeżeniu przeciwnika, niemiecki okręt wynurzył się aby jak najszybciej uciec w stronę otwartego morza. Podobnie postąpił "Clyde", który również znalazł się na powierzchni. Oba okręty dostrzegły się nawzajem, brytyjska jednostka ponownie przeprowadziła atak taranem, tym razem doszło do kolizji, w której "Clyde" nie odniósł poważniejszych uszkodzeń, za to U-67 miał mocno uszkodzony dziób i z trudem dopłynął do bazy. Po zajściu wszystkie okręty odpłynęły. Całe zdarzenie nie zostało odebrane przez Niemców jako dowód rozszyfrowania ich łączności, tylko zakwalifikowane jako zwyczajny przypadek. 

### 1942 - 1943
W lutym 1942 roku "Clyde" eskortując tankowiec "Dingledale" w rejsie na Azory ponownie ostrzelał torpedami niezidentyfikowany okręt podwodny; zaatakowaną (nieskutecznie) jednostką okazał się HMS "Regent". Od kwietnia do listopada 1942 roku okręt pływał sześć razy z zaopatrzeniem, w tym paliwem lotniczym i żywnością, z Aleksandrii na Maltę, zabierając stamtąd marynarzy z zatopionych statków (dotarł na Maltę 16 kwietnia, 8 czerwca, 29 lipca, 3 września, 6 października i 9 listopada). W tym celu dziobowy przedział baterii zaadaptowano na ładunek. W grudniu tego samego roku okręt popłynął do Wielkiej Brytanii, a następnie do Stanów Zjednoczonych, aby przejść remont. Po jego zakończeniu "Clyde" bazował w Holy Loch, wchodząc w skład 3. Flotylli Okrętów Podwodnych i operował na Morzu Północnym. Następnie okręt został przebazowany na Daleki Wschód. 

### 1944 - 1945
We wrześniu 1944 roku, "Clyde" i "Severn" weszły w skład 2. Flotylli Okrętów Podwodnych. "Severn" z uwagi na duże zużycie nie wykonywał już rejsów bojowych a służył jako magazyn części zamiennych dla "Clyde". Okręt był w tamtym momencie najstarszym okrętem podwodnym Royal Navy. W lipcu 1945 roku jednostka została przeniesiona do rezerwy, a 30 lipca kolejnego roku skreślona z listy floty. Okręt następnie sprzedano na złom do Durbanu w Południowej Afryce (jego silniki wykorzystywano tam jeszcze w fabryce na lądzie). 